# Peter Ward (Paläontologe)
Peter Douglas Ward (* 1949) ist ein US-amerikanischer Paläontologe und Professor der Biologie, Erd- und Weltraumwissenschaften an der Universität von Washington in Seattle. Daneben ist er Autor populärwissenschaftlicher Sachbücher.

## Leben und Wirken
Peter Ward forscht hauptsächlich zu den Massenaussterben der Erdgeschichte mit den Schwerpunkten auf dem KT-Impakt und der ökologischen Krise an der Perm-Trias-Grenze. Daneben ist er außerordentlicher Professor für Zoologie und Astronomie. Er veröffentlichte Bücher über Biodiversität und Fossilierung. Sein 1992 veröffentlichtes Buch On Methuselah’s Trail wurde von der Paleontological Society mit einem „Golden Trilobite Award“ für das beste populärwissenschaftliche Buch des Jahres ausgezeichnet.
Wards akademische Karriere beinhaltet Berufungen an die Ohio State University, das NASA Astrobiology Institute, die University of Calgary und das California Institute of Technology und dortige Lehraufträge. 1984 wurde der zum Mitglied der California Academy of Sciences gewählt.
Neben dem Astronom Donald Brownlee ist er Co-Autor des 2000 veröffentlichten Bestsellerbuchs Rare Earth: Why Complex Life Is Uncommon in the Universe. In diesem Buch argumentieren die Autoren, dass das Universum inhärent lebensfeindlich für höheres Leben sei und somit die Wahrscheinlichkeit für Lebensformen wie die auf der Erde extrem gering sei, wohingegen aber einfaches Leben häufig vorkommen könne.
In seinem Buch Under a Green Sky vom April 2007 argumentiert er, dass alle Massenaussterben bis auf den KT-Impakt durch Klimaveränderungen hervorgerufen wurden – einschließlich das aktuelle im Zuge der globalen Erwärmung. Er plädiert darin weiter, dass die Ereignisse der Vergangenheit wichtige Informationen zur Zukunft unseres Planeten liefern könnten. Der Rezensent Doug Brown fasste dies drastischer mit den Worten „this is how the world ends“ zusammen.
Daneben trat er im Fernsehen in der PBS-Sendereihe „Evolution Series“, um die Evidenz für Evolution anhand von Fossilien zu diskutieren, und bei NOVA scienceNOW auf.

## Medea-Hypothese
Peter Ward prägte den Begriff Medea-Hypothese für eine Gegenhypothese zur Gaia-Hypothese und postuliert darin, dass die als Superorganismus aufgefasste Gemeinschaft mehrzelligen Lebens inhärent selbstzerstörerisch und nicht selbsterhaltend sei, wie in der Gaia-Hypothese behauptet. Mehrzelliges Leben lösche sich daher sehr wahrscheinlich selbst aus und Leben auf der Erde würde in einen Zustand mikrobiellen Lebens zurückfallen, wie es für den größten Teil der Geschichte der Erde Normalzustand war.
Vergangene Selbstzerstörungsversuche des Lebens sind seiner Ansicht nach die Methankrise vor 3,7 Milliarden Jahren, die Große Sauerstoffkatastrophe vor 2,5 Milliarden Jahren, zwei Schneeball-Erde-Ereignisse vor 2,3 Milliarden und vor 790–630 Millionen Jahren und mindestens 5 Schwefelwasserstoff-induzierte Massenaussterben, wie jenes an der Perm-Trias-Grenze vor rund 252 Millionen Jahren.

## Schriften
- In Search of Nautilus. Three Centuries of Scientific Adventures in the Deep Pacific to capture a prehistoric, living Fossil. Simon and Schuster, New York NY 1988, ISBN 0-671-61951-9.
- On Methuselah’s Trail. Living Fossils and the great Extinctions. Freeman, New York NY 1992, ISBN 0-7167-2203-8 (deutsch: Der lange Atem des Nautilus. Warum lebende Fossilien noch leben. Mit einem Vorwort von Steven M. Stanley. Aus dem Englischen übersetzt von Rudolf Birenheide. Spektrum, Heidelberg u. a. 1993, ISBN 3-86025-087-6).
- The End of Evolution. On Mass Extinctions and the Preservation of Biodiversity. Bantam Books, New York NY u. a. 1994, ISBN 0-553-08812-2 (Aktualisierte und überarbeitete Ausgabe, als: Rivers in Time. The Search for Clues to Earth’s Mass Extinctions. Columbia University Press, New York NY u. a. 2000, ISBN 0-231-11862-7).
- The Call of Distant Mammoths. Why the Ice Age Mammals Disappeared. Copernicus, New York NY 1997, ISBN 0-387-94915-1 (deutsch: Ausgerottet oder ausgestorben? Warum die Mammuts die Eiszeit nicht überleben konnten. Aus dem Englischen von Monika Niehaus-Osterloh und Hans-Peter Krull. Mit einem Nachwort von Wighart von Koenigswald. Birkhäuser, Basel 1998, ISBN 3-7643-5915-3).
- Time Machines. Scientific Exploration of Deep Time. Copernicus, New York NY u. a. 1998, ISBN 0-387-98416-X.
- mit Donald Brownlee: Rare Earth. Why Complex Life Is Uncommon in the Universe. Copernicus, New York NY 2000, ISBN 0-387-98701-0 (deutsch: Unsere einsame Erde. Warum komplexes Leben im Universum unwahrscheinlich ist. Aus dem Englischen übersetzt von Eckard Helmers. Springer, Berlin u. a. 2001, ISBN 3-540-41365-0)
- Future Evolution. Times Books, New York NY 2001, ISBN 0-7167-3496-6.
- mit Donald Brownlee: The Life and Death of Planet Earth. How the New Science of Astrobiology Charts the Ultimate Fate of Our World. Times Books, New York NY 2003, ISBN 0-8050-6781-7.
- Gorgon. Paleontology, Obsession, and the Greatest Catastrophe in Earth’s History. Viking, New York NY u. a. 2004, ISBN 0-670-03094-5.
- Life as We Do Not Know It. The NASA Search for (and Synthesis of) Alien Life. Viking, New York NY u. a. 2005, ISBN 0-670-03458-4.
- Out of Thin Air. Dinosaurs, Birds, and Earth’s Ancient Atmosphere. Joseph Henry Press, Washington DC 2006, ISBN 0-309-10061-5.
- Under a Green Sky. Global Warming, the Mass Extinctions of the Past, and What They Can Tell Us About Our Future. Smithsonian Books u. a., New York NY 2007, ISBN 978-0-06-113791-4.
- The Medea Hypothesis. Is Life on Earth Ultimately Self-Destructive? Princeton University Press, Princeton NJ u. a. 2009, ISBN 978-0-691-13075-0.
- The Flooded Earth. Our Future in a World Without Ice Caps. Basic Books, New York NY 2010, ISBN 978-0-465-00949-7 (deutsch: Die große Flut: Was auf uns zukommt, wenn das Eis schmilzt. oekom verlag, Regensburg 2021, ISBN 978-3-96238-249-0).
- mit Joe Kirschvink: A New History of Life. The Radical New Discoveries about the Origins and Evolution of Life on Earth. Bloomsbury Press, New York NY u. a. 2015, ISBN 978-1-60819-907-5 (deutsch: Eine neue Geschichte des Lebens. Wie Katastrophen den Lauf der Evolution bestimmt haben. Aus dem Englischen von Sebastian Vogel. Deutsche Verlags Anstalt, München 2016, ISBN 978-3-421-04661-1).